# 大战略 (红白机)
《大战略》是一款由Bothtec公司制作的回合制战略类电子游戏，场景发生在第二次世界大战。本游戏最初于1988年10月11日在日本地区红白机发行。
本游戏根据家用电脑上的《大战略》进行移植。游戏在移植至红白机后对内容进行了简化。

## 单位列表
航空器
- F-16C
- AV-8獵鷹II式攻擊機
- A-7海盜二式攻擊機
- A-10
- AH-1眼鏡蛇直升機
- UH-1直升機

陆上兵器
- 豹2型坦克
- AMX-10RC
- 獵豹式防空坦克
- Roland 2（日语：ローランド (ミサイル)）
- 补给车
- 运送卡车
- 步兵
- 工兵